# Nikolaj Kanabos
Nikolaj Kanabos (grško: Νικολαος Καναβος), bizantinski cesar leta 1204, * ni znano, † verjetno 8. februarja 1204.
Nikolaja Kanaba so za bizantinskega cesarja izvolili 25. januarja 1204 na skupščini Senata in bizantinskih škofov, vendar je izvolitev zavrnil. 5. februarja 1204 ga je Aleksej V. Dukas, ki je pred tem odstavil zakonita cesarja Izaka II. in Alekseja IV., vrgel v ječo in ga dal zadaviti (verjetno na isti dan kot Alekseja IV.).